# Boicottaggio sportivo del Sudafrica

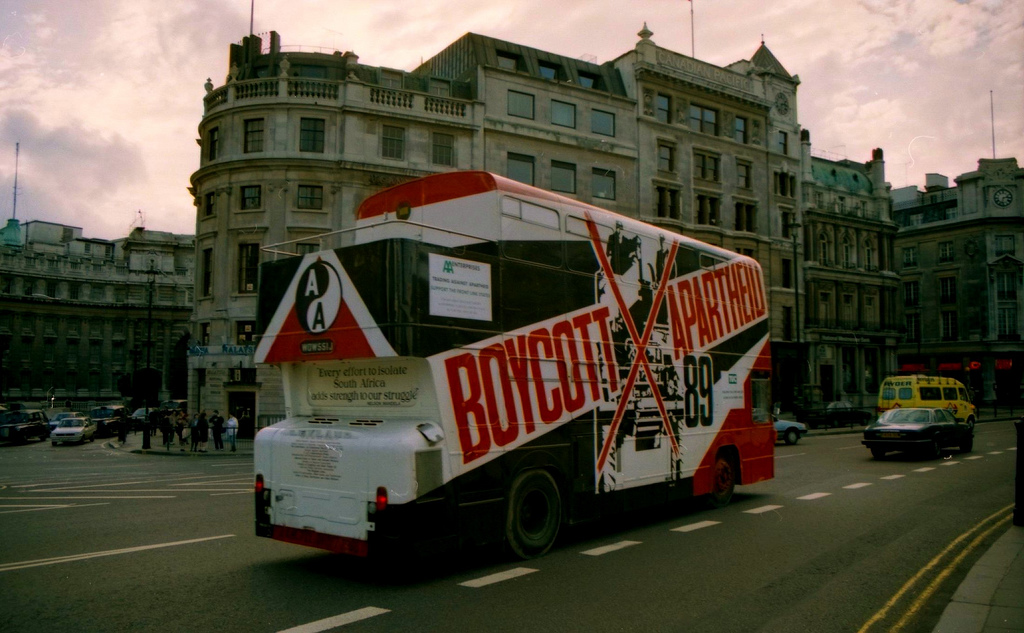
Bus londinese del 1989 che invita al boicottaggio dell'apartheid.

Con il termine boicottaggio sportivo del Sudafrica si fa riferimento ad una serie di iniziative portate avanti nella seconda metà del novecento dalle varie federazioni sportive internazionali per protestare contro il regime di apartheid esistito in Sudafrica fino al 1993.

## Storia

### Comitato Olimpico Internazionale
Il Comitato Olimpico Internazionale ritirò l'invito di partecipazione rivolto al Sudafrica in occasione delle Olimpiadi di Tokyo del 1964, in quanto il ministro Jan de Klerk aveva dichiarato che la squadra olimpica nazionale sarebbe stata composta solo ed esclusivamente da giocatori bianchi.. In occasione delle Olimpiadi del 1968, da tenersi a Città del Messico, il CIO era pronto a riammettere il Sudafrica, tuttavia la minaccia del boicottaggio di molte nazioni africane fece saltare gli accordi.
Il Sudafrica fu formalmente espulso dal CIO nel 1970.
I vari membri del Commonwealth si impegnarono nel contrasto del razzismo nella Dichiarazione dei principi del Commonwealth delle nazioni del 1971.

### Commonwealth delle nazioni

#### Accordo di Gleneagles
L'Accordo di Gleneagles fu una dichiarazione di intenti presentata e approvata nel 1977 dai leader del Commonwealth delle nazioni in un meeting a Gleneagles, in Scozia. L'accordo si inserisce all'interno di una politica di contrasto dell'apartheid portata avanti da diversi anni dal Commonwealth e prevedeva la sospensione di ogni contatto sportivo con il Sudafrica razzista.

They were conscious that sport is an important means of developing and fostering understanding between the people, and especially between the young people, of all countries. But, they were also aware that, quite apart from other factors, sporting contacts between their nationals and the nationals of countries practising apartheid in sport tend to encourage the belief (however unwarranted) that they are prepared to condone this abhorrent policy or are less than totally committed to the Principles embodied in their Singapore Declaration. Regretting past misunderstandings and difficulties and recognising that these were partly the result of inadequate inter-governmental consultations, they agreed that they would seek to remedy this situation in the context of the increased level of understanding now achieved.

They reaffirmed their full support for the international campaign against apartheid and welcomed the efforts of the United Nations to reach universally accepted approaches to the question of sporting contacts within the framework of that campaign.

Mindful of these and other considerations, they accepted it as the urgent duty of each of their Governments vigorously to combat the evil of apartheid by withholding any form of support for, and by taking every practical step to discourage contact or competition by their nationals with sporting organisations, teams or sportsmen from South Africa or from any other country where sports are organised on the basis of race, colour or ethnic origin.

They fully acknowledged that it was for each Government to determine in accordance with its law the methods by which it might best discharge these commitments. But they recognised that the effective fulfilment of their commitments was essential to the harmonious development of Commonwealth sport hereafter.

They acknowledged also that the full realisation of their objectives involved the understanding, support and active participation of the nationals of their countries and of their national sporting organisations and authorities. As they drew a curtain across the past they issued a collective call for that understanding, support and participation with a view to ensuring that in this matter the peoples and Governments of the Commonwealth might help to give a lead to the world.

Heads of Government specially welcomed the belief, unanimously expressed at their Meeting, that in the light of their consultations and accord there were unlikely to be future sporting contacts of any significance between Commonwealth countries or their nationals and South Africa while that country continues to pursue the detestable policy of apartheid. On that basis, and having regard to their commitments, they looked forward with satisfaction to the holding of the Commonwealth Games in Edmonton and to the continued strengthening of Commonwealth sport generally.

London, 15 June 1977»

#### Ulteriori provvedimenti
Dopo l'accordo di Gleneagles l'isolamento del Sudafrica fu ulteriormente rafforzato dalla Declaration on Racism and Racial Prejudice adottata dal Commonwealth in un vertice a Lusaka del 1979.
Il 21 giugno 1988, con il regime sull'orlo del collasso, approvò la Dichiarazione contro l'apartheid decretando il totale isolamento del Sudafrica a livello sportivo.

## Effetti

### Atletica
Nell'atletica leggera una mozione per sospendere il Sudafrica dalla IAAF fu discussa inizialmente nel 1966, venendo respinta. Una seconda mozione fu nuovamente discussa nel 1970 e stavolta venne approvata. In forza di questo provvedimento il tempo stabilito nei 5000 metri femminili da Zola Budd stabilito nel gennaio 1984 non fu ratificato come record del mondo.

### Cricket
Il cricket era (ed è tuttora) uno degli sport più popolari del paese e la nazionale sudafricana è da sempre una delle più forti del mondo, proprio per questi motivi il boicottaggio internazionale ebbe gli effetti più devastanti proprio in questa disciplina (insieme al Rugby Union).
Lo sport era organizzato su criteri razziali fin dalla fine del diciannovesimo secolo, e ai giocatori di colore era rigorosamente proibito giocare con i bianchi e tantomeno far parte della squadra nazionale. Nonostante questo fu solo alla fine degli anni sessanta che si iniziarono ad intraprendere azioni contro il Sudafrica. Il pomo della discordia fu la convocazione nella nazionale inglese del sudafricano di colore naturalizzato Basil D'Oliveira. In risposta alle proteste il tour del 1970 dei sudafricani nel Regno Unito fu sostituito da un tour di una selezione internazionale chiamata Rest of the World.
La nazionale sudafricana disputò le ultime partite internazionali tra il gennaio e il marzo 1970, ospitando il tour della nazionale australiana. Pochi mesi dopo l'International Cricket Conference impose una moratoria dei tour e per i successivi venti anni la squadra fu bandita, non partecipando a tutte le coppe del mondo dal 1975 al 1987. La squadra sudafricana in quegli anni è tuttora considerata una delle più forti di tutti i tempi, basta pensare che nell'ultima serie disputata vinsero in modo schiacciante tutti i 4 test match disputati contro l'Australia, che nel decennio successivo contese alle Indie Occidentali Britanniche il titolo di squadra più forte del mondo.
Tra il 1971 e il 1991 furono organizzati alcuni tour indipendenti di squadre composte da vari giocatori internazionali in Sudafrica. I partecipanti di questi tour ricevettero severe sanzioni dalle rispettive federazioni.

### Golf
Nella Coppa del Mondo di golf del 1979, disputata ad Atene, il governo greco bandì esplicitamente il Sudafrica dalla competizione. L'anno seguente tuttavia i giocatori sudafricani parteciparono nell'edizione disputata in Colombia causando notevoli polemiche, l'anno seguente la competizione fu addirittura cancellata poiché gli organizzatori non volevano escludere il Sudafrica ma sapevano che una partecipazione avrebbe causato un boicottaggio di massa. A partire dal 1982 il paese fu escluso e rientrò nella competizione solo nel 1992.
Analogamente al tennis, nonostante i provvedimenti presi contro le selezioni nazionali, i golfisti parteciparono individualmente a tutti i maggiori eventi del PGA Tour, European Tour e Grande Slam. Partecipavano inoltre anche ai tornei nazionali disputati nel paese ed ai maggiori eventi nazionali parteciparono anche (tra le polemiche) alcuni tra i top player internazionali. Tutti questi tornei erano regolarmente validi e riconosciuti per la classifica mondiale.

### Sport motoristici
Il mondo della Formula 1 fu uno dei pochi a non subire sanzioni ufficiali, non essendo gli sport motoristici riconosciuti dal CIO. Infatti i piloti hanno potuto correre regolarmente (Jody Scheckter vinse il mondiale 1979), e il Gran Premio del Sudafrica si disputò regolarmente fino al 1985, nonostante diverse proteste internazionali e occasionali boicottaggi. L'edizione del 1985 fu l'ultima poiché quell'anno molte scuderie, su pressione dei rispettivi governi, boicottarono la gara che fu infatti esclusa dal calendario a partire dall'anno seguente. Destino simile subì la corsa analoga nel motomondiale.

### Rugby a 15
Il Sudafrica rimase un membro dell'International Rugby Board durante tutto il periodo del regime di apartheid. La Nuova Zelanda è stato l'unico paese che, pur applicando tutte le altre sanzioni di natura economica, continuò a mantenere relazioni sportive rugbistiche con il Sudafrica; questo comportamento era dovuto alla scelta del governo di lasciare lo sport fuori dalla politica.
Fino agli anni sessanta i sudafricani non ammettevano l'ingresso nel paese ai giocatori di etnia Maori, in seguito furono ammessi con la definizione di "bianchi onorari". Alla fine degli anni settanta e durante gli anni ottanta furono disputati alcuni tour molto controversi, ad esempio i British Lions e la Francia nel 1980, l'Irlanda nel 1981 e l'Inghilterra nel 1984; ma fra tutti fu il tour degli Springboks in Nuova Zelanda del 1981 a destare maggiore scalpore, sfociato in proteste e scontri pubblici. Il tour dei British Lions del 1986 fu cancellato.
Nel 1987 partì la coppa del mondo di rugby e al Sudafrica fu proibito di prendere parte alle prime due edizioni.

### Calcio
Il Sudafrica fu sospeso dalla FIFA nel 1963. Il presidente della federazione mondiale Stanley Rous cercò più volte di negoziare con la federazione sudafricana per una riammissione, condizionata alla presentazione di una squadra nazionale mista. Tuttavia la massima apertura che riuscì ad ottenere fu quella di alternare una formazione di soli bianchi alla coppa del mondo 1966 e di soli neri a quella del 1970; proposta rifiutata.

### Tennis
La Squadra sudafricana di Coppa Davis fu espulsa dalla Coppa Davis 1970 grazie alla campagna lanciata dal famoso giocatore di colore Arthur Ashe. Nell'edizione del 1973 fu riammessa e l'anno successivo si aggiudicò il trofeo, vincendo a tavolino la finale perché l'India rifiutò di affrontare i sudafricani. In seguito a questo evento fu nuovamente bandita fino al termine dell'apartheid negli anni novanta. Non ci furono invece penalità nei confronti dei molti giocatori sudafricani che presero regolarmente parte alle attività dei tour professionistici, alcuni di essi (ad esempio Johan Kriek e Kevin Curren) ottennero anche risultati di rilievo.
Molti tennisti scelsero individualmente di non prendere parte a tornei in Sudafrica. Ad esempio John McEnroe rifiutò di giocare delle partite di esibizione in Sudafrica, rinunciando ad un consistente ingaggio economico e criticò aspramente Ivan Lendl che invece accettò l'offerta.